# Los extraños
Los extraños (en inglés, The Strangers) es una película de terror y slasher estadounidense rodada en 2008. Fue escrita y dirigida por Bryan Bertino y protagonizada por Liv Tyler, Scott Speedman, Gemma Ward, Laura Margolis, Kip Weeks y Glenn Howerton. La historia gira sobre una joven pareja que es aterrorizada por tres enmascarados que irrumpen en la remota casa de verano en la que se encuentran alojados y cierran todos los medios de escape.
La película se hizo con un presupuesto de 9.000.000 de dólares y después de dos aplazamientos, fue lanzada a los cines el 30 de mayo de 2008 en Norteamérica. La película se comercializó inspirada en una "historia real" y recaudó 82,3 millones de dólares en la taquilla mundial. Las reacciones de la crítica fueron mixtas, con elogios y el disgusto de varios encuestados.
En cuanto a los supuestos "hechos reales" en que se basa la película, el director ha declarado que se inspiró en la película de 1969 y posteriores asesinatos de Manson y la novela de Helter Skelter, así como un hecho que ocurrió en su barrio cuando era niño. Las teorías comenzaron a circular alrededor del Internet en previsión del lanzamiento de la película y algunos también hacen referencia a los asesinatos sucedidos en Keddie en 1981 como posible inspiración, aunque esta afirmación no fue confirmada ni desmentida por los cineastas.

## Sinopsis
La noche del 11 de febrero de 2005, Kristen McKay y James Hoyt regresan a la casa de vacaciones de la estancia de los padres de James después de asistir a la recepción de boda de un amigo. Más tarde, una mujer joven rubia cuyo rostro apenas se muestra, llama a la puerta principal preguntando por Tamara. Ella se va después de que Kristen y James le dicen que está equivocada. Poco después, James se retira dejando a Kristen sola en la casa y la mujer rubia vuelve.
Empieza golpeando la puerta con fuerza y Kristen se rehúsa a abrir. Ella coloca las cerraduras de las puertas, y luego trata de llamar a James desde su celular, que está descargado. Ella lo enchufa a la pared cerca de la chimenea y llama a James desde el teléfono fijo, cuando este se corta. Fuertes golpes se empiezan a oír desde todo el exterior de la casa. 
Poco a poco descubre que unos seres extraños con máscaras están tratando de entrar en la casa. Kristen cierra las cerraduras y se oculta en el dormitorio. Momentos más tarde, James entra en el dormitorio, sin darse cuenta de lo que está pasando. La pareja busca en la casa sin encontrar a nadie, cuando ven a un extraño de pie en el patio trasero. James sale a recuperar su teléfono en su auto pero este no está. Más tarde, ve a Dollface, que luego se desvanece. 
James vuelve a la casa y encuentra su teléfono con la batería retirada. James decide que es hora de partir. Ellos van afuera y tratan de escapar en el auto, pero un camión se detiene detrás de ellos conducido por otro extraño y este los embiste por detrás impidiendo su escape. James y Kristen revuelven la casa, encontrando una escopeta en la cocina y las balas en el dormitorio. Ellos bloquean la puerta principal con el piano y luego se esconden en la habitación, con el arma dirigida hacía la puerta. 
Mike el amigo de James, a quien llamó antes, llega a la casa. Se acerca y oye música que se reproduce en voz alta desde dentro. Él entra y camina por el pasillo cuando El Hombre de la Máscara aparece detrás de él, sosteniendo un hacha. Cuando Mike pasa por la puerta, James le dispara, dándole a su amigo en la cabeza. Después de unos segundos, James se da cuenta de que le disparó a la persona equivocada.  
Kristen se escapa de la casa, pero los extraños la siguen. Ella trata de escapar por una ventana después de un enfrentamiento con Dollface y El Hombre de la Máscara. Kristen es capturada hacia abajo por el Hombre de la Máscara después de que él la sorprende. Ahora a la luz del día, cada uno de los desconocidos se paran frente a Kristen y James que están atados a las sillas del salón. Cada extraño se quita su máscara, pero la cámara no muestra sus caras.  Antes de quitarse la máscara, Pin-Up Girl entra en la cocina y coge un cuchillo. A continuación, vuelve a entrar al salón. Kristen les pregunta, "¿Por qué hacen esto?" y uno de los delincuentes responde: "Porque estaban en casa". Cada uno de los extraños a continuación se turnan para apuñalar a James y Kristen. Los asesinos escapan y mientras conducen su camioneta por el camino, se detienen a hablar con dos chicos que reparten folletos religiosos. Dollface sale del camión y pide un folleto. Uno de los chicos le pregunta: "¿Es usted una pecadora?" y ella responde: "A veces". A continuación, vuelve a la camioneta y se dirige a Pin-Up Girl, que dice: "Será más fácil la próxima vez".
Los dos niños entran a la casa, encontrando la escopeta, un cuchillo, y la pareja en un charco de sangre. Uno de los chicos va hacia Kristen y le agarra su brazo ligeramente, lo que la despierta, gritando con terror.

## Elenco
- Liv Tyler como Kristen McKay.
- Scott Speedman como James Hoyt.
- Gemma Ward como Dollface.
- Kip Weeks como Hombre de la máscara.
- Laura Margolis como Pin-Up Girl.
- Glenn Howerton como Mike.
- Alex Fisher como el muchacho cristiano #1.
- Peter Clayton-Luce como el cristiano.

## Secuelas
La secuela se estrenó el 8 de marzo de 2018 en Estados Unidos. En España llegó el 1 de junio de 2018. El teaser fue publicado el 17 de noviembre de 2017 y el tráiler oficial el 5 de enero de 2018. La película obtuvo la clasificación R por su lenguaje, contenido sangriento y violencia. En agosto de 2022, el productor Roy Lee reveló en una entrevista con Bloody Disgusting que había entrado en producción una nueva trilogía en forma de reboot. En septiembre de 2023 se confirmó la presentación de la misma en la Comic Con del 12 de octubre en Nueva York en presencia de Renny Harlin y Courtney Solomon, directoy y productor de las películas. El lanzamiento está previsto para 2024, y es la primera vez que tres películas se estrenan de forma internacional el mismo año. El estreno de la primera parte será el 12 de julio en España.